# 特纳日记
《特纳日记》（英語：The Turner Diaries）是由威廉·皮尔斯（笔名：安德鲁·麦克唐纳）于1978年撰写的政治小说。小說虚构了白人民族主義者发动种族战争，推翻了被猶太人控制的美国政府，將美國变成白人民族国家，並推行白人优越主义和优生学政策的故事。
《特纳日记》作者威廉·皮尔斯是物理学家，並创立了新纳粹组织「国家联盟」（National Alliance），宣扬白人优越论，排斥非白人和非基督徒。
《特纳日记》被纽约时报认为是“露骨的种族主义和反犹主义”，并被联邦调查局认为是「右翼种族主义者的圣经」。这本书在白人民族主义的形成和后来白人种族灭绝阴谋论的发展上起了很大的作用。此书也激发了许多仇恨犯罪和恐怖主义罪行，比如1984年对阿兰·贝格的暗杀，1995年的俄克拉何马城爆炸案和1999年伦敦钉子爆炸案。据估算，本书影响了超过200个杀人案件的犯案者。

## 故事梗概
本书从2099年（正文事件发生的100年后）倒叙，描述了一名白人至上运动「组织」（Organization）成员厄尔·特纳的日记。在联邦政府依照《科恩法》没收了所有民间枪支武器之后，他和「组织」的成员和所谓「系统」（System）进行游击战。「系统」指的是一群由犹太人领导的政府、媒体、社会和金融机构所组成的网络。「系统」通过了多项法律来压迫白人：即使在所有武器都已经被没收的情况下，将白人受到犯罪时的自卫行为定义为仇恨犯罪。同时，「系统」要求公民随时携带一种特殊护照用来监控人们的行踪。「组织」通过诸如爆破联邦调查局总部的行为展开行动，之后在美国进行了无休止的公民抵抗、暗杀、经济破坏等行动。
特纳之后参与了更大规模的行动：在美国总统于华盛顿哥伦比亚特区发表一篇批判种族主义并要求将所有「组织」成员缉拿归案的演讲时发射迫击炮，迫使总统和其他政府官员撤离。特纳在电视上看到反种族主义游行中，白人被非白人游行者殴打致死，而这个游行也最终演变成一场暴乱。特纳被邀请加入「团体」（Order）：一个领导「组织」的秘密新纳粹反抗组织。「团体」的存在对「组织」的一般成员和“系统”都是未知的。之后，特纳的藏身地被执法部门搜查。经过激烈的枪战之后，除了特纳之外的所有人都逃脱，而特纳被逮捕并被带到一个军事基地，由联邦调查局和以色列情报部门进行刑讯逼供。几个月后，「团体」的成员将他从监狱中解救了出来，并告诉他，他将在未来因为没有在被捕和刑讯时自杀而受到惩罚。特纳表示，接受「团体」的裁决，无论何时给他什么惩罚他都愿意接受。
最终，「组织」控制了位于南加州范登堡太空軍基地的核武器并向纽约市和特拉维夫发射导弹。 占领加州之后，「组织」通过强迫迁徙往美国东部「系统」控制区的方式种族清洗了加州的所有非雅利安人。同时，黑人都被强迫迁往了沙漠中，对「系统」的福利系统造成了经济危机。而犹太人则被殴打、私刑或者枪杀。这一种族冲突让很多东部白人「觉醒」了，并前往南加州，而南加州就此成为了一个白人民族国家。这被煽动的「种族战争」使得越来越多的人加入「组织」和「团体」。与此同时，「组织」袭击了一处黑人避难所，并发现里面存在黑人绑架并杀戮白人的食人现象。
「组织」袭击了所有被认为是「种族叛徒」的人（比如法官、教授、律师、政客、牧师、记者、明星等等）和所有因为种族通婚「侮辱」了他们血统的人的家。这些「叛徒」被从家中拖出来，并在洛杉矶的大街上被公开绞刑。这一事件的日期，1993年8月1日，也被称为「绞刑之日」。大部分公开处刑的画面都被记录了下来，以作宣传之用。在核战争爆发之后，「组织」在核掩体中提供了食物和住宿。他们给所有想要进入的人发放了刺刀，并要求他们「带着刚斩下的非白人新鲜头颅」作为入场券。没能或者不愿这么做的人则被困在外面饿死，因为他们的死会「提升白人种族」。
「组织」使用他们在南加州的基地和核武器通过核打击纽约和以色列引发了美国和苏联之间的核战争，并在美国各大城市都部署了核武器和作战单位。包括巴尔的摩和底特律在内的很多美国城市都被摧毁了，而世界各国的政府也陆续倒下。反犹暴乱在各地发生。在以色列被核武器袭击，特拉维夫被毁之后，阿拉伯人借机用刀和棍棒扫荡了以色列，并杀死了所有以色列人。法国和荷兰政府也倒下了，苏联则在反犹暴力愈演愈烈之后解体。与此同时，美国被军法管制，并演变为了一个军事独裁国家。美国政府决定入侵「组织」在南加州的基地，而「团体」的领袖终于告知厄尔·特纳他之前被捕的惩罚——在美国政府下达入侵命令之前通过神风特攻队式的自杀式袭击炸毁五角大楼。
本书末尾讲述了「组织」是如何在之后征服世界并清洗所有非白人种族的。在结尾，本书写道“在那个伟人诞生110年后，一个白人世界的梦想终于成为了现实……而“团体”也将永远仁慈且智慧地统治整个地球”。

## 出版历史
《特纳日记》由威廉·皮尔斯以安德鲁·麦克唐纳笔名出版。本书最初于1975年至1978年在国家同盟的刊物《攻击！》上以每期发表一章的形式连载。由于本书在种族主义支持者中广受好评，1978年，皮尔斯自行出版了本书全本。。艺术家丹尼斯·尼克斯绘制了本书封面。本书原本设定在1980年代，但在1978年出版时，皮尔斯将本书设定改在了1990年代。
《特纳日记》最初只通过国家同盟在西佛吉尼亚州的总部进行邮购。该书在1995年的俄克拉荷马城爆炸案后受到了更广泛的关注，该案罪犯使用的硝酸铵化肥炸药与书中所描述的一致，爆炸发生的时间早上09:02只比书中联邦调查局爆炸的时间早13分钟。罪犯被逮捕时，他驾驶的汽车前座上还有此书书页。在审判时，证人指证该犯痴迷于此书并曾给他的朋友做过推荐。截至1990年代后期，根据学者认为可靠的国家同盟自我估算，本书已通过邮寄订购的方式售出了20万本。1996年，纽约主流出版商莱尔·斯图亚特宣布将会印刷并发行20,000本《特纳日记》。包括南方贫困法律中心、西蒙·維森塔爾中心在内的众多组织表示反对并呼吁书店在备货上「做出明智的决定」。但是，莱尔·斯图亚特和美国书商协会认为就算是令人厌恶的材料也受美国宪法第一修正案的保护。出版此书的路障图书出版社曾出版过《无政府主义者食谱》，该出版社决定有条件地出版此书，即在此书的开头加入谴责书中种族主义观点的前言并将从出售此书赚得的收入中拿出每本1美元捐给控枪组织。作者在2002年去世前获得了销售收入的5%。其他的估算则更高，认为它在21世纪初已经售出了50万本。
加拿大边境服务局的仇恨宣传、煽动性和叛国性材料分类政策将本书列为“猥亵”和「仇恨宣传」材料，并依照《加拿大刑法典》禁止进口本书进入加拿大。在2020年下半年，网上售书平台亚马逊公司于其销售平台及附属平台（包括AbeBooks、图书存放处）移除了本书的销售渠道，禁止本书销售。虽然亚马逊并未公开发表移除的原因，但与此书同时被移除的还有许多小出版社和自我出版的关于匿名者Q的书籍。在本书移除前，亚马逊在本书的页面有关于本书在历史上与恐怖主义行为有关的免责声明。

## 分析及影响
《特纳日记》被纽约时报认为是「公开宣扬种族主义和反犹主义的」，并被联邦调查局认为是「右翼种族主义者的圣经」。这本书在白人民族主义的形成和后来白人种族灭绝阴谋论的发展上起了很大的作用。
约翰·萨瑟兰于一篇给《伦敦书评》的文章中写道：「特纳日记讲述的并不是一个纳粹大屠杀否认者的故事（虽然皮尔斯本人确实是个纳粹大屠杀否认者），而讲的是一个纳粹大屠杀重复者的故事」。西蒙·维森塔尔中心将本书成为「仇恨之书」。《纽约时报》注意到了本书对白人至上主义者的影响，认为该书的吸引力部分来自于其「牵强」的情节。反诽谤联盟将本书称作是「可能是极右派极端分子最广泛阅读的一本书，很多人说这就是他们恐怖组织和行动的灵感来源」。
历史学家凯瑟琳·贝尔洛认为本书是了解白人民族主义者的一面很有价值的镜子，虽然她也表示研究本书时必须根据上下文来理解，因为「这本书用来杀了很多很多很多人……读者必须理解这才是本书的真面目」。她也表示2021年国会山骚乱的很多行为疑似来源于本书，比如本书中的「绞刑之日」以及对国会的攻击。她表示「当时的照片很多都能在这本书中找到来源」。
蕾妮·布罗迪在《美国文化专刊》中认为本书有一部分基督教千禧年前论的意识形态。对世界持有一种「世界末日」的观点，并将最后种族清洗后的世界类比为上帝的王国。布罗迪将基督教的视角和「组织」的视角进行了类比，并认为这种「有单一目的思想」的组织成员是「《特纳日记》一大主要吸引力」。
「绞刑之日」这个词语也在白人民族主义和另类右翼网络社群中非常流行。

### 白人至上恐怖主义
本书启发了多个仇恨犯罪和恐怖主义罪行。据估算，本书影响了超过200起杀人案件的犯案人。
以下恐怖袭击受《特纳日记》影响：
- 「组织」（英语：The Order (white supremacist group)） （1983–84）是一个得名于本书同名政治组织的白人至上恐怖主义组织。该组织谋杀了三人，包括电台主播阿兰·贝格（英语：Alan Berg），并犯下了诸多抢劫、造假和暴力罪行来尝试引发种族战争[38]。
- 俄克拉何马城爆炸案的主谋，蒂莫西·詹姆斯·麦克维，在被捕时被发现带有《特纳日记》的残页。他的袭击非常类似本书记载中对联邦调查局总部的袭击[7]。
- 约翰·威廉·金由于在德克萨斯州贾斯伯拖行谋杀詹姆斯·伯德（英语：Murder of James Byrd Jr.）被定罪。目击者声称，当金把伯德的腿铐在他的卡车上时，他说道“我们要提前开始《特纳日记》（中记载的故事）了”。[39][40]
- 英国新纳粹大卫·科普兰（英语：1999 London nail bombings）于1999年4月用炸弹袭击伦敦的黑人、亚裔以及男同性恋社群并杀死三人。在被警方询问的时候，他引用了《特纳日记》的内容[8]。
- 《特纳日记》和其他新纳粹宣传材料也在雅克布·卢比达（英语：Jacob D. Robida）的家中被发现。他在2006年于马萨诸塞州新贝德福德的男同性恋酒吧中袭击三人，在之后的警察追踪中杀死一名警官和一名人质，并在之后自杀[41]。
- 纳粹主义地下组织使用德语版《特纳日记》作为其意识形态的部分基础[42]。其成员乌韦·伯恩哈特、乌韦·蒙德洛斯和贝亚特·兹沙佩于2000年9月9日至2007年4月25日之间谋杀了9名移民。在伯恩哈特和蒙德洛斯自杀并焚烧他们的车辆之后，德语版《特纳日记》在他们烧焦的硬盘中被找到[43][44]。《特纳日记》于2006年4月起在德国被禁止[45]。
- 一本《特纳日记》和其他新纳粹宣传材料和物品在扎克·戴维斯的家中被找到。戴维斯因一起于2015年9月在英国威尔士弗林特郡莫尔德的奸杀未遂案被定罪[46]。